# Cerquilho
Cerquilho là một đô thị ở bang São Paulo của Brasil. 
Đô thị này nằm ở vĩ độ 23º09'54" độ vĩ nam và kinh độ 47º44'37" độ vĩ tây, trên khu vực có độ cao 595 m. Dân số là 39.362 người. Cerquilho cách thủ phủ São Paulo 143 km và cách Sorocaba 70 km.

### Sông ngòi
- Sông Sorocaba

### Các xa lộ
- SP-127 - Rodovia Antônio Romano Schincariol